# Casimiro Chowell
Casimiro Chowell Jurado fue un insurgente mexicano que participó en la Independencia de México. 

## Estudios
Nació en la Ciudad de México, el 4 de mayo de 1775, siendo hijo de Pedro Chowell y Pallares, quien fuera minero en Taxco, y de María Ana Josefa Jurado. Estudió Matemáticas en la Academia de San Carlos bajo la tutela de Diego Guadalajara Tello. Posteriormente, ingresó al Real Colegio de Minería el 4 de mayo de 1792, donde tuvo muy buen desempeño, estudiando las asignaturas de Arte de Minas, Geognosia, Orictognosia, Mineralogía y Artmética, algunas de la mano de Andrés Manuel del Río. Fue enviado a prácticas en 1797 a Guanajuato, aunque pocos meses después pasó a Durango. Su informe Una disertación sobre la negociación de minas de azogue de la Sierra del Durazno, sus hornos, beneficios y demás anexos, fue aplaudido por el Tribunal de Minería y la Diputación de Guanajuato el 27 de noviembre de 1799. Para su examen profesional, por su parte, realizó la Descripción geognóstica y el plano geográfico del Real de Minas de Guanajuato. Fue administrador de la mina de La Valenciana, una famosa negociación minera.

## Independencia
Para 1810, cuando Miguel Hidalgo ocupó Guanajuato, nombró a Chowell Coronel y Jefe del Regimiento de Infantería, con el que se dedicó a cuidar el orden de la ciudad. Cuando Ignacio Allende fue derrotado en la Batalla de Aculco, y éste regresó a Guanajuato, ambos decidieron defender la ciudad. A iniciativa de Chowell, se barrenaron los cerros de la Cañada de Marfil con el fin de saltar las rocas y acabar con el Ejército Realista, además, ordenó levantar trincheras en diversos puntos que fueron estratégicos para la defensa. Gracias a los espías con los que contaba Félix Calleja, evitó la resistencia y se internó por Jalapita, hacia las minas de Santa Ana, con dirección a Valenciana, donde pernoctó con sus fuerzas el 24 de noviembre. Chowell, confiado en su defensa, fue aprehendido el 25, y el 28 de noviembre de 1810 fue ahorcado frente a la puerta principal de la Alhóndiga de Granaditas. Murieron junto a él, el mayor del mismo regimiento Ignacio Ayala, hermano de la esposa de Chowell y Ramón Fabié. 